# Terryville (Connecticut)
Terryville és una concentració de població designada pel cens dels Estats Units a l'estat de Connecticut. Segons el cens del 2000 tenia 5.360 habitants.

## Demografia
Segons el cens del 2000, Terryville tenia 5.360 habitants, 2.199 habitatges, i 1.460 famílies. La densitat de població era de 747,1 habitants/km².
Dels 2.199 habitatges en un 31,8% hi vivien nens de menys de 18 anys, en un 51,3% hi vivien parelles casades, en un 11% dones solteres, i en un 33,6% no eren unitats familiars. En el 28,9% dels habitatges hi vivien persones soles l'11,7% de les quals corresponia a persones de 65 anys o més que vivien soles. El nombre mitjà de persones vivint en cada habitatge era de 2,43 i el nombre mitjà de persones que vivien en cada família era de 3,01.
Per edats la població es repartia de la següent manera: un 25,4% tenia menys de 18 anys, un 6,9% entre 18 i 24, un 31,8% entre 25 i 44, un 21% de 45 a 60 i un 14,9% 65 anys o més.
L'edat mediana era de 37 anys. Per cada 100 dones de 18 o més anys hi havia 93,9 homes.
La renda mediana per habitatge era de 48.284 $ i la renda mediana per família de 58.713 $. Els homes tenien una renda mediana de 41.132 $ mentre que les dones 32.114 $. La renda per capita de la població era de 22.202 $. Aproximadament el 3,6% de les famílies i el 4,8% de la població estaven per davall del llindar de pobresa.

## Poblacions més properes
El següent diagrama mostra les poblacions més properes.